# 호밀밭의 반항아
《호밀밭의 반항아》(영어: Rebel in the Rye)은 2017년 미국의 전기, 드라마 영화이다. 케네스 슬로언스키의 J. D. 샐린저 자서전을 기반으로 샐린저의 제2차 세계 대전 시기 행보를 다루고 있다. 대니 스트롱이 직접 자서전의 판권을 사서 제작 전반을 지휘했으며, 니컬러스 홀트가 주인공 J. D. 샐린저를 연기하였고 조이 도이치, 세라 폴슨, 케빈 스페이시, 브라이언 다시 제임스가 조연으로 출연한다. 2017년 1월 선댄스 영화제에서 공개되었다.

## 출연진
- 니컬러스 홀트 - J. D. 샐린저
- 조이 도이치 - 우나 오닐
- 케빈 스페이시 - 휫 버넷
- 세라 폴슨 - 도러시 올딩
- 브라이언 다시 제임스 - 지루
- 케이트 로드먼 - 지루 비서
- 빅터 가버 - 솔 샐린저
- 호프 데이비스
- 루시 보인턴 - 클레어 더글러스
- 제임스 어배니액 - 거스 로브라노
- 애덤 부시 - 나이절 벤치
- 제퍼슨 메이스 - 윌리엄 맥스웰
- 크리스틴 프로세트 - 셜리 블레이니 역